# Diante do Trono
Diante do Trono è una formazione musicale brasiliana, che pratica il genere gospel.

## Storia
Il gruppo si è formato nel 1997 in seno alla Chiesa Battista da Lagoinha, per impulso della cantante Ana Paula Valadao, voce femminile principale. Ne hanno fatto parte per alcuni anni anche suo fratello André e sua sorella Mariana, messisi poi in proprio. La stessa Ana Paula ha intrapreso una carriera solista, senza però aver mai lasciato il gruppo.
Il loro album Preciso de Ti, pubblicato nel 2001, è diventato il disco più venduto nella storia della musica gospel in Brasile con oltre 2 milioni di copie vendute.  
Fino al 2008 la formazione ha pubblicato i suoi dischi sotto l'etichetta musicale omonima, fondata da Ana Paula e André, ma in seguito i fratelli Valadao si sono accordati in tal senso con la Som Livre.
Nel 2014 hanno iniziato a esibirsi all'estero: i migliori riscontri sono stati ottenuti in Germania e in Finlandia, con la pubblicazione di album in tedesco e in finlandese. I Diante do Trono hanno cantato anche in altri paesi d'Europa, negli Stati Uniti, in Israele, in Giordania e anche in qualche nazione dell'Asia centrale.
Nel 2018 il gruppo ha aperto in India un centro di accoglienza per le ragazze in fuga dalla prostituzione.

### Crianças Diante do Trono
Dal 2002, per iniziativa di Ana Paula Valadão, è in attività anche la formazione Crianças Diante do Trono, composta da voci bianche. Finora sono stati registrati sette album di inediti, legati a progetti musicali specifici per il pubblico più giovane, più tre compilations.

## Formazione

### Diante do Trono

#### Membri attuali
- Ana Paula Valadão
- Israel Salazar
- Marine Friesen
- Amanda Cariús
- Letícia Brandão
- Jarley Brandão
- Daniel Friesen
- Elias Fernandes
- Vinícius Bruno
- Tiago Albuquerque

#### Ex membri
- André Valadao
- Mariana Valadao

## Discografia

### Diante do Trono
- Diante do Trono (1998)
- Exaltado (2000)
- Águas Purificadoras (2000)
- Preciso de Ti (2001)
- Nos Braços do Pai (2002)
- Quero Me Apaixonar (2003)
- Esperança (2004)
- Ainda Existe Uma Cruz (2005)
- Por Amor de Ti, Oh Brasil (2006)
- Príncipe da Paz (2007)
- A Canção do Amor (2008)
- Tua Visão (2009)
- Aleluia (2010)
- Sol da Justiça (2011)
- Creio (2012)
- Suomi Valtaistuimen Edessä (2012) - in finlandese
- Läpimurto (2014) - in finlandese
- Tu Reinas (2014)
- Deutschland Vor Dem Thron (2015) - in tedesco
- Tetelestai (2015)
- Deserto de Revelação (2017)
- Outra Vez (2019)

### Crianças Diante do Trono
- Crianças Diante do Trono (2002)
- Amigo de Deus (2003)
- Quem é Jesus? (2004)
- Vamos Compartilhar (2005)
- Arca de Noé (2006)
- Samuel, O Menino Que Ouviu Deus (2007)
- Para Adorar ao Senhor (2008)
- Amigos do Perdão (2010)
- Davi (2012)
- Renovo Kids (2015)
- DT Babies (2016)